# ロナルド・マディソン
ロナルド・ジョージ・マディソン（Ronald George Maddison、1933年1月23日 - 1953年5月6日）はイギリス軍が行ったサリンの人体実験で死亡したイギリス空軍二等兵である。
ウィルトシャー州のポートンダウンにある実験施設で神経ガスの被験者をしている時に死亡した。当時20歳だった。この事件は当時は隠蔽されるが、51年後になって再審理された。

## 事故
実験は1953年5月6日午前10時17分から5種類の方法で行う計画で始められた。
サリン20滴（約200mg）をマディソン二等兵の腕に乗せた布の上にたらす実験をおこなった。マディソン二等兵はガスマスクを装着していたが、約20分後には体の不調を訴え始め、その3分後には倒れた。彼はまるで喘息発作に襲われるようにゼーゼーいって痙攣を起こした。
科学者は彼にアトロピンを注射して救急車を呼んでソルフォード総合病院へ搬送した。しかし、曝露から45分後に死亡した。
彼の死は内務省によって開かれた審理で偶然による不幸な事故として処理された。
イギリス軍はマディソン二等兵の父親に40ポンドの補償金を支払った。
マディソン二等兵は実験に参加する報酬として、15シリングの賞与と3日の休暇を約束されていた。
彼はこの賞与と休暇を利用して恋人だったメアリー・パイルに婚約指輪を買うつもりだった。

## 再審理
この事件は1999～2004年のアントラー作戦と呼ばれる警察捜査の対象となったことで再審理されることになった。
- 2004年5月5日に再審理が始まった。
- 2004年11月15日に出た判決でロナルド・マディソンが不当に死んだという結論に達した。
- 2006年5月25日に、ロナルド・マディソンの遺族に国防省から￡100,000の保証が支払われると発表された。